# Allopontia iaini
Allopontia iaini är en kräftdjursart som beskrevs av Bruce 1972. Allopontia iaini ingår i släktet Allopontia och familjen Palaemonidae. Inga underarter finns listade i Catalogue of Life.